# Richard John Harrison
Sir Richard John Harrison (* 8. Oktober 1920 in Norwood, London; † 17. Oktober 1999 in Barkway, Hertfordshire) war ein britischer Anatom und Meeresbiologe. Anfänglich konzentrierte er sich auf die menschliche Anatomie sowie die Reproduktion von Säugetieren, später widmete er sich den Meeressäugern, insbesondere den Robben.

## Leben
Harrison war der Sohn von Geoffrey Arthur Harrison und Theodora Beatrice Mary, geborene West. Sein Vater war Dozent für chemische Pathologie am St Bartholomew’s Hospital der University of London. Nach Abschluss der Oundle School ging Harrison 1939 als Stipendiat an das Gonville and Caius College in Cambridge, um im Fachbereich Naturwissenschaften Medizin zu studieren. Im Jahr 1941 nahm er an einem der Tripos teil und wurde in die zweite Klasse eingestuft. Nach den Notstandsregelungen während des Krieges war dies eine ausreichende Qualifikation für den Bachelor-Abschluss, mit dem er anschließend als Student an die medizinische Fakultät des St Bartholomew’s Hospital (Bart’s) wechselte.
Während seines Studiums lernte Harrison Joanna Gillies kennen und heiratete sie im Dezember 1943. Sie hatten zwei Söhne und eine Tochter. Nachdem seine Ehe mit Gillies geschieden worden war, heiratete Harrison im März 1967 Barbara Jean Fuller, eine Redaktionsassistentin. Im März 1990 heiratete er die Witwe Gianetta Phyllis Drake, geborene Lloyd.
Harrison qualifizierte sich 1944 als Licentiate of the Royal College of Physicians (London) und für das Membership of the Royal College of Surgeons (England) und schloss bald darauf als Bachelor of Medicine and Bachelor of Surgery (Cambridge) ab. Anschließend begann er mit seinen Forschungen zur vergleichenden Fortpflanzung bei einer Vielzahl von Säugetieren, darunter Pferden, Ziegen, Hirschen, Primaten, Robben und Walen. Nach einer kurzen Zeit als Hauschirurg am Bart’s College wurde er dort bald Demonstrator für Anatomie unter Professor William James Hamilton (1903–1975).
Im Jahr 1946 wurde Harrison Lecturer für Anatomie an der University of Glasgow (wo Hamilton Regius Professor geworden war) und erwarb dort 1948 den akademischen Grad eines Doctor of Science. In der Anfangsphase seiner Forschungen über die Fortpflanzung konzentrierte er sich auf die Eierstöcke und die Plazenta, eine Struktur, die aus einem einzigartigen Gewebe, dem Trophoblast, besteht und sich bei jeder Schwangerschaft neu bildet. 1949 veröffentlichte er seinen ersten von mehreren Beiträgen in der Fachzeitschrift Nature, in denen er sich mit den multiorganischen Ovarialfollikeln in den Eierstöcken niederer Primaten befasste. Bei seiner kritischen Untersuchung der Eierstöcke einiger Affenarten stellte er das Vorhandensein mehrerer mehrkerniger Follikel und mehrkerniger Eizellen fest, eine für Primaten ungewöhnliche Beobachtung. Die Mehrzahl der multiplen Follikelformen in allen untersuchten Eierstöcken wies entweder frühe oder fortgeschrittene Anzeichen einer Atresie auf. Bei vielen Eizellen, bei denen sich die Zona pellucida nicht entwickelt hatte, waren kleine Gruppen von Granulosazellen in das Ooplasma eingedrungen. Harrison kam zu dem Schluss, dass es sich bei mehrkernigen Follikeln und mehrkernigen Eizellen wahrscheinlich um atretische Veränderungen handelt, obwohl bei anderen Primatenarten bekannt war, dass sie die Reife erreichen und einen Eisprung haben können.
Die Ergebnisse dieser Studie untermauerten die sich damals durchsetzende Ansicht, dass bei einem Säugetier, das in jeder Schwangerschaft nur einen einzigen Nachkommen zeugt, potenziell viele Eizellen für den Eisprung zur Verfügung stehen. Bei der Überschreitung der Grenzen des Fachgebiets arbeitete Richard Harrison mit mehreren Forschern zusammen, darunter Harrison Mathews, Idwal Rowlands und Emmanuel Amoroso, die alle selbst bedeutende Reproduktionsbiologen wurden. Im Jahr 1951 veröffentlichten sie gemeinsam eine Arbeit über die Fortpflanzungsorgane von kurzlebigen und neugeborenen Robben. Dies war die erste Studie, die die Bedeutung des fötalen Gewebes bei der Regulierung der mütterlichen Reproduktion während der Schwangerschaft hervorhob. Es folgten mehrere Studien über die Eierstöcke und die Fortpflanzung bei einer Vielzahl von Säugetierarten, die ebenfalls in Nature veröffentlicht wurden.
1950 ging Hamilton an die medizinische Fakultät des Charing Cross Hospital, wo er einen Lehrauftrag erhielt und mit dem Symington Memorial Prize der Anatomical Society of Great Britain and Ireland für Forschung ausgezeichnet wurde. Im Jahr 1951 wurde er Leiter der Abteilung für Anatomie am London Hospital Medical College, zunächst für drei Jahre als Lecturer und dann als Professor. Er blieb am London Hospital, bis er nach dem Tod von James Dixon Boyd im Jahr 1968 auf den Lehrstuhl für Anatomie der University of Cambridge gewählt wurde und ein Stipendium des Downing College erhielt, wo er bis zu seiner Pensionierung im Jahr 1982 tätig war.
Harrison leistete hilfreiche Beiträge zur menschlichen Anatomie und Embryologie. Seine Verdienste wurden durch die Ernennung zum Präsidenten der Anatomical Society of Great Britain and Ireland (1978–1979), zum Präsidenten des zwölften Internationalen Anatomiekongresses (London, 1983) und zum Präsidenten der International Federation of Associations of Anatomists (1985–1987) sowie durch die Ehrenmitgliedschaft in der American Association of Anatomists und der Societa Italiana Anatomica anerkannt. Er wurde 1973 zum Fellow der Royal Society gewählt, 1982 zum Ehrenmitglied des Downing College ernannt und 1984 für seine Verdienste um die Wissenschaft zum Ritter geschlagen.
Parallel zu seiner Forschung der menschlichen Anatomie führte er Studien auf dem Gebiet der vergleichenden Reproduktion von Säugetieren (dem Gegenstand seiner Promotion zum Medical Director im Jahr 1954) und insbesondere zur Biologie der Meeressäugetiere durch. Er wurde zum Fullerian-Professor für Physiologie an der Royal Institution of Great Britain (1961–1967), zum Wooldridge-Lecturer der British Veterinary Association (1983), zum Vorsitzenden des Beratungsausschusses für das Farm Animal Welfare Advisory Committee des Ministry of Agriculture, Fisheries and Food (1974–1979), zum Mitglied des Farm Animal Welfare Council (1979–1988), zum Präsidenten der European Association for Aquatic Mammals (1974–1976), zum Treuhänder des Natural History Museum (1978–1988) und zum Vorsitzenden (1984–1988) sowie zum Mitglied des Rates der Zoological Society of London (1974–1978 und 1980–1983) ernannt.
In den späten 1950er Jahren interessierte sich Richard Harrison ernsthaft dafür, wie sich ehemalige Landsäugetiere an ein Leben im Meer anpassen konnten. In den 1960er Jahren veröffentlichte er eine Reihe von Arbeiten über Robben, Delfine und andere Meeressäugetiere, die seinen Ruf als anerkannte Autorität auf dem Gebiet der im Meer lebenden Säugetiere begründeten.
Harrison veröffentlichte 1958 das Buch Man, the peculiar Animal und später bedeutende Publikationen über die Biologie der Meeressäugetiere, darunter Marine Mammals (1965, mit Judith E. King), Diving in Marine Mammals (1971), Functional Anatomy of Marine Mammals (1973), Deep Diving in Mammals (1976) und in Zusammenarbeit mit Sam H. Ridgway, zwei Bände der sechsbändigen Buchreihe Handbook of Marine Mammals (1984–1999). Er wurde auch nach Wuhan (China) eingeladen, um über das Fortbestehen des Chinesischen Flussdelfins, einer heute möglicherweise ausgestorbenen Delfinart, zu beraten.